# Международный стадион имени шейха Халифы
Международный стадион имени шейха Халифы (араб. ستاد الشيخ خليفة الدولي‎) — многофункциональный стадион в Эль-Айне, ОАЭ.

## Обзор
Одними из самых известных мероприятий, которые проводились на стадионе, являются матчи группы E чемпионата мира по футболу среди молодёжных команд 2003 года, а также игры кубка Азии 1996 года.
По большей части, стадион используется для футбольных матчей, также он является одним из домашних полей клуба Аль-Айн. Стадион был построен на 12 000 человек, а позднее увеличился до 16 000.